# هاوكاست
هاوكاست (بالإنجليزية: Howcast)‏ عباره عن موقع الكترونى يقدم مجموعه من الفيديوهات التعليمية عن كيفيه عمل وتحرير الفيديوهات مثل تحريك، الموقع يحتوى الآن على أكثر من 100,000 فيديو ولها العديد من الشركاء مثل وزارة الخارجية الأمريكية ونستله، ويضم الموقع أكثر من 25 تصنيف مختلف.

## وصلات خارجية
- الموقع الرسمي